# Gohi Bi Cyriac
Zoro Cyriac Gohi Bi (ur. 5 sierpnia 1990 w Daloi) – iworyjski piłkarz występujący na pozycji napastnika. Od 2017 jest zawodnikiem Sivassporu.

## Sukcesy
Indywidualne
- Najlepszy strzelec 1. ligi Wybrzeża Kości Słoniowej: 2008 (21 goli w 23 meczach)

Zespołowe
- ASEC Mimosas
  - Wicemistrz Wybrzeża Kości Słoniowej w sezonie 2007/2008
- Standard Liège
  - Mistrz Belgii w sezonie 2008/2009
  - Wicemistrz Belgii w sezonie 2010/2011
  - Puchar Belgii: 2011